# دریل دیویس
دریل دیویس (انگلیسی: Daryl Davis؛ زادهٔ ۲۶ مارس ۱۹۵۸) فعال، نویسنده، رهبر گروه موسیقی و موسیقی‌دان بلوز و آراندبی اهل ایالات متحده آمریکا است. او به خاطر نوازندگی پرهیجان پیانو به شیوهٔ بوگی ووگی شناخته شده‌است. او با موسیقیدانان همچون بی.بی. کینگ، جری لی لوئیس، بروس هرنزبی و چاک بری همکاری داشته‌است. رسانه‌هایی همچون سی‌ان‌ان، ان‌پی‌آر و واشینگتن پست از تلاش‌های او برای تقویت ارتباط بین نژادی، که در آن او به عنوان یک آمریکایی-آفریقایی‌تبار با اعضای کوکلوکس‌کلان رابطه بر قرار می‌کند، گزارش کرده‌اند. دیویس در این باره به صورت نصیحت می‌گوید: «دیالوگ برقرار کنید. وقتی دو دشمن با هم صحبت می‌کنند، نمی‌جنگند».
او یک مسیحی معتقد است و از باورهای مذهبیش استفاده کرده‌است تا اعضای کوکلوکس‌کلان را برای ترک و تقبیح آن گروه متقاعد کند.